# Pleurotaenium nodosum
Pleurotaenium nodosum là một loài Song tinh tảo trong họ Desmidiaceae, thuộc chi Pleurotaenium.